# یواس‌اس اس-۳۳ (اس‌اس-۱۳۸)
یواس‌اس اس-۳۳ (اس‌اس-۱۳۸) (به انگلیسی: USS S-33 (SS-138)) یک زیردریایی بود که طول آن ۲۱۹ فوت ۳ اینچ (۶۶٫۸۳ متر) بود. این زیردریایی در سال ۱۹۱۸ ساخته شد.